# Okręgowe rozgrywki w piłce nożnej woj. białostockiego, łomżyńskiego, suwalskiego (1984/1985)
51. Edycja okręgowych rozgrywek w piłce nożnej województwa białostockiego
9. Edycja okręgowych rozgrywek w piłce nożnej województwa łomżyńskiego i suwalskiego
Okręgowe rozgrywki w piłce nożnej województwa białostockiego, łomżyńskiego, suwalskiego prowadzone są przez okręgowe związki piłki nożnej: białostocki, łomżyński i suwalski.
Mistrzostwo okręgu:
- białostockiego zdobył Włókniarz Białystok.
- łomżyńskiego, ostrołęckiego i ciechanowskiego zdobyła Narew Ostrołęka.
- suwalskiego zdobyły Śniardwy Orzysz.

Puchar Polski okręgu:
- białostockiego zdobyła Pogoń II Łapy
- łomżyńskiego zdobył Grom Czerwony Bór
- suwalskiego zdobyły Wigry Suwałki.

Drużyny z województwa białostockiego, łomżyńskiego i suwalskiego występujące w centralnych i makroregionalnych poziomach rozgrywkowych:
- 1 Liga – brak
- 2 Liga – Jagiellonia Białystok
- 3 Liga – Wigry Suwałki, Mazur Ełk, Gwardia Białystok, ŁKS Łomża, Sokół Sokółka.

| Rozgrywki       | Poziomy rozgrywkowe w sezonie 1984/1985 | Poziomy rozgrywkowe w sezonie 1984/1985 | Poziomy rozgrywkowe w sezonie 1984/1985 | Poziomy rozgrywkowe w sezonie 1984/1985 | Poziomy rozgrywkowe w sezonie 1984/1985 | Poziomy rozgrywkowe w sezonie 1984/1985 | Poziomy rozgrywkowe w sezonie 1984/1985 |
| --------------- | --------------------------------------- | --------------------------------------- | --------------------------------------- | --------------------------------------- | --------------------------------------- | --------------------------------------- | --------------------------------------- |
| Centralne       | I poziom ligowy                         | I Liga                                  | I Liga                                  | I Liga                                  | I Liga                                  | I Liga                                  | I Liga                                  |
| Centralne       | II poziom ligowy                        | II Liga – 2 grupy                       | II Liga – 2 grupy                       | II Liga – 2 grupy                       | II Liga – 2 grupy                       | II Liga – 2 grupy                       | II Liga – 2 grupy                       |
| Makroregionalne | III poziom ligowy                       | III Liga – 8 grup                       | III Liga – 8 grup                       | III Liga – 8 grup                       | III Liga – 8 grup                       | III Liga – 8 grup                       | III Liga – 8 grup                       |
|                 |                                         | OZPN Białystok                          | OZPN Białystok                          | OZPN Białystok                          | OZPN Łomża                              | OZPN Suwałki                            | OZPN Suwałki                            |
| Okręgowe        | IV poziom ligowy                        | Klasa Okręgowa (białostocka)            | Klasa Okręgowa (białostocka)            | Klasa Okręgowa (białostocka)            | Klasa Okręgowa (łomża+ostroł.+ciech.)   | Klasa Okręgowa (suwalska)               | Klasa Okręgowa (suwalska)               |
| Okręgowe        | V poziom ligowy                         | Klasa A (białostocka)                   | Klasa A (białostocka)                   | Klasa A (białostocka)                   | Klasa A (łomżyńska)                     | Klasa A (suwalska)                      |                                         |
| Okręgowe        | VI poziom ligowy                        | Klasa B Gr.I                            | Klasa B Gr.II                           | Klasa B Gr.III                          |                                         | Klasa B                                 | Klasa B                                 |

## Klasa Okręgowa – IV poziom rozgrywkowy
Grupa białostocka
| Poz. | Drużyna                     | M  | Z  | R | P  | Bramki | Punkty |             |
| ---- | --------------------------- | -- | -- | - | -- | ------ | ------ | ----------- |
| 1    | Włókniarz Białystok         | 22 | 20 | 1 | 1  | 90-9   | 41     | baraż-awans |
| 2    | Pogoń Łapy                  | 22 | 20 | 1 | 1  | 76-16  | 41     |             |
| 3    | Tur Bielsk Podlaski         | 22 | 12 | 5 | 5  | 41-30  | 29     |             |
| 4    | Puszcza Hajnówka            | 22 | 11 | 4 | 7  | 51-37  | 26     |             |
| 5    | Jagiellonia II Białystok    | 22 | 10 | 3 | 9  | 50-46  | 23     |             |
| 6    | Narew Choroszcz             | 22 | 11 | 0 | 11 | 34-34  | 22     |             |
| 7    | Cresovia Siemiatycze (b)    | 22 | 8  | 2 | 12 | 40-55  | 18     |             |
| 8    | Włókniarz Wasilków          | 22 | 8  | 2 | 12 | 31-49  | 18     |             |
| 9    | Ognisko Białystok           | 22 | 7  | 3 | 12 | 22-50  | 17     |             |
| 10   | Skra Czarna Białostocka (b) | 22 | 5  | 3 | 14 | 36-61  | 13     |             |
| 11   | Sokół II Sokółka            | 22 | 4  | 2 | 16 | 27-64  | 10     |             |
| 12   | Husar Nurzec                | 22 | 3  | 0 | 19 | 16-63  | 6      |             |

- Po sezonie z rozgrywek wycofał się Sokół II Sokółka.

Grupa łomżyńsko-ostrołęcko-ciechanowska
| Poz. | Drużyna                     | M  | Z  | R | P  | Bramki | Punkty | Ł/O/C |
| ---- | --------------------------- | -- | -- | - | -- | ------ | ------ | ----- |
| 1    | Narew Ostrołęka             | 26 | –  | – | –  | 90-13  | 45     | O     |
| 2    | Grom Czerwony Bór           | 26 | 17 | 6 | 3  | 63-22  | 40     | Ł     |
| 3    | MKS Przasnysz               | 26 | –  | – | –  | 68-31  | 38     | O     |
| 4    | Ostrovia Ostrów Mazowiecka  | 26 | –  | – | –  | 56-25  | 37     | O     |
| 5    | Olimpia Zambrów             | 26 | 13 | 6 | 7  | 59-32  | 32     | Ł     |
| 6    | Mazovia Ciechanów           | 26 | –  | – | –  | 71-48  | 31     | C     |
| 7    | Błękitni Raciąż             | 26 | –  | – | –  | 63-41  | 31     | C     |
| 8    | Makowianka Maków Mazowiecki | 26 | –  | – | –  | 53-40  | 28     | O     |
| 9    | MZKS Płońsk                 | 26 | –  | – | –  | 49-74  | 20     | C     |
| 10   | Sokół Grudusk (b)           | 26 | –  | – | –  | 34-75  | 20     | C     |
| 11   | Orz Goworowo (b)            | 26 | –  | – | –  | 33-59  | 13     | O     |
| 12   | Warmia Grajewo              | 26 | 4  | 4 | 18 | 33-68  | 12     | Ł     |
| 13   | Sparta Szepietowo (b)       | 26 | 4  | 2 | 20 | 32-113 | 10     | Ł     |
| 14   | ŁKS II Łomża                | 26 | 3  | 1 | 22 | 24-87  | 7      | Ł     |

- ŁKS II Łomża zajął miejsce wycofanej Bawełny Łomża.

Grupa suwalska
| Poz. | Drużyna               | M  | Z  | R | P  | Bramki | Punkty |                 |
| ---- | --------------------- | -- | -- | - | -- | ------ | ------ | --------------- |
| 1    | Śniardwy Orzysz (s)   | 22 | 22 | 0 | 0  | 93-7   | 44     | baraż-przegrany |
| 2    | Mazur Pisz            | 22 | 15 | 2 | 5  | 47-21  | 32     |                 |
| 3    | Nida Ruciane-Nida     | 22 | 13 | 2 | 7  | 39-26  | 28     |                 |
| 4    | Kormoran Bystry (b)   | 22 | 12 | 1 | 9  | 43-44  | 25     |                 |
| 5    | Znicz Biała Piska (b) | 22 | 10 | 3 | 9  | 47-33  | 23     |                 |
| 6    | MKŻ Mikołajki         | 22 | 7  | 7 | 8  | 28-50  | 21     |                 |
| 7    | Sparta Augustów       | 22 | 7  | 4 | 11 | 26-37  | 18     |                 |
| 8    | Mamry Giżycko (s)     | 22 | 5  | 7 | 10 | 25-38  | 17     |                 |
| 9    | Wigry II Suwałki      | 22 | 6  | 5 | 11 | 23-49  | 17     |                 |
| 10   | Rominta Gołdap        | 22 | 6  | 4 | 12 | 32-35  | 16     |                 |
| 11   | Czarni Olecko         | 22 | 6  | 3 | 13 | 31-51  | 15     |                 |
| 12   | Mazur II Ełk          | 22 | 3  | 2 | 17 | 24-67  | 8      |                 |

- W związku z poszerzeniem klasy okręgowej nikt nie został zdegradowany.

Baraże o III ligę
- Włókniarz Białystok: Śniardwy Orzysz 0:0, Śniardwy: Włókniarz 1:2, awans Włókniarz.

## Klasa A – V poziom rozgrywkowy
Grupa białostocka
| Poz. | Drużyna                        | M  | Z  | R | P  | Bramki | Punkty |
| ---- | ------------------------------ | -- | -- | - | -- | ------ | ------ |
| 1    | Supraślanka Supraśl            | 22 | 15 | 4 | 3  | 70-30  | 34     |
| 2    | Gwardia II Białystok (b)       | 22 | 12 | 8 | 2  | 61-28  | 32     |
| 3    | Włókniarz II Białystok         | 22 | 12 | 2 | 8  | 59-46  | 26     |
| 4    | Pogranicze Kuźnica Białostocka | 22 | 10 | 4 | 8  | 40-39  | 24     |
| 5    | Krypnianka Krypno              | 22 | 9  | 5 | 8  | 42-41  | 23     |
| 6    | Kolejarz Czeremcha (s)         | 22 | 10 | 2 | 10 | 42-40  | 22     |
| 7    | Husar II Nurzec                | 22 | 10 | 1 | 11 | 48-50  | 21     |
| 8    | Kora Korycin                   | 22 | 8  | 4 | 10 | 42-49  | 20     |
| 9    | LZS Poświętne (b)              | 22 | 9  | 2 | 11 | 41-53  | 20     |
| 10   | Promień Mońki                  | 22 | 6  | 6 | 10 | 30-47  | 18     |
| 11   | Znicz Suraż (b)                | 22 | 5  | 3 | 14 | 38-64  | 13     |
| 12   | Lampart Nowe Aleksandrowo (s)  | 22 | 4  | 3 | 15 | 26-52  | 11     |

- w związku ze spadkiem I drużyny Husara Nurzec do klasy A drużyna rezerw została przeniesiona do klasy B.

Grupa łomżyńska
| Poz. | Drużyna                  | M  | Z | R | P | Bramki | Punkty |
| ---- | ------------------------ | -- | - | - | - | ------ | ------ |
| 1    | Ruch Wysokie Mazowieckie | 12 | – | – | – | 36-18  | 21     |
| 2    | Orzeł Kolno (s)          | 12 | – | – | – | 29-19  | 19     |
| 3    | Wissa Szczuczyn          | 12 | – | – | – | 47-12  | 18     |
| 4    | Ziemowit Nowogród        | 12 | – | – | – | 22-2   | 9      |
| 5    | Unia Ciechanowiec        | 12 | – | – | – | 19-30  | 8      |
| 6    | Smolniki Stawiski        | 12 | – | – | – | 24-41  | 5      |
| 7    | Komunalni Łomża (b)      | 12 | – | – | – | 21-50  | 4      |

- Po sezonie z rozgrywek wycofały się Komunalni Łomża.

Grupa suwalska
| Poz. | Drużyna                  | M  | Z | R | P | Bramki | Punkty |
| ---- | ------------------------ | -- | - | - | - | ------ | ------ |
| 1    | Olimpia Miłki (b)        | 18 |   |   |   | 73-24  | 29     |
| 2    | Meprozet Orzysz          | 18 |   |   |   | 48-30  | 26     |
| 3    | Jurand Bemowo Piskie (s) | 18 |   |   |   | 50-34  | 23     |
| 4    | Pomorzan Prostki         | 18 |   |   |   | 39-47  | 19     |
| 5    | Mazur Wydminy (s)        | 18 |   |   |   | 44-58  | 18     |
| 6    | Pogoń Ryn                | 18 |   |   |   | 40-40  | 17     |
| 7    | Tęcza Oracze             | 18 |   |   |   | 47-47  | 16     |
| 8    | Unia Kruszewo            | 18 |   |   |   | 45-49  | 14     |
| 9    | Orkan Drygały            | 18 |   |   |   | 36-44  | 13     |
| 10   | Znicz Bobry (b)          | 18 |   |   |   | 26-75  | 5      |

- Po sezonie z rozgrywek wycofał się Znicz Bobry.

## Klasa B – VI poziom rozgrywkowy
Białostocka – gr.I
| Poz. | Drużyna                      | M | Z | R | P | Bramki | Punkty |
| ---- | ---------------------------- | - | - | - | - | ------ | ------ |
| 1    | Eurocentr Suchowola          |   |   |   |   |        | b.d.   |
| ?    | LZS Szudziałowo              |   |   |   |   |        | b.d.   |
| ?    | Start Białystok (s)          |   |   |   |   |        | b.d.   |
| ?    | Hetman Tykocin               |   |   |   |   |        | b.d.   |
| ?    | Lampart II Nowe Aleksandrowo |   |   |   |   |        | b.d.   |

Brak tabeli, awans Eurocentru Suchowola, pozostałe drużyny w kolejności przypadkowej.
Białostocka – gr.II
| Poz. | Drużyna                 | M  | Z | R | P | Bramki | Punkty |
| ---- | ----------------------- | -- | - | - | - | ------ | ------ |
| 1    | Rudnia Zabłudów         | 12 | – | – | – | 45-20  | 18     |
| 2    | Relax Uhowo             | 12 | – | – | – | 34-28  | 16     |
| 3    | Ryś Narewka             | 12 | – | – | – | 39-43  | 12     |
| 4    | LZS II Turośń Kościelna | 12 | – | – | – | 17-20  | 11     |
| 5    | LZS Ryboły              | 12 | – | – | – | 29-31  | 10     |
| 6    | Pogoń II Łapy           | 12 | – | – | – | 30-33  | 10     |
| 7    | Iskra Narew             | 12 | – | – | – | 21-40  | 7      |

- Po sezonie z rozgrywek wycofały się rezerwy LZS-u Turośń.

Białostocka – gr.III
| Poz. | Drużyna              | M | Z | R | P | Bramki | Punkty |
| ---- | -------------------- | - | - | - | - | ------ | ------ |
| 1    | Zorza Czerewki       |   |   |   |   |        | b.d.   |
| ?    | Żubr Drohiczyn (s)   |   |   |   |   |        | b.d.   |
| ?    | LZS Turośń Kościelna |   |   |   |   |        | b.d.   |
| ?    | b.d.                 |   |   |   |   |        |        |

- Zmiana nazwy LZS na Zorza Czerewki.
- Brak tabeli, awans Zorzy Czerewki.

Grupa Suwalska
| Poz. | Drużyna                   | M  | Z | R | P | Bramki | Punkty |
| ---- | ------------------------- | -- | - | - | - | ------ | ------ |
| 1    | Polonia Raczki            | 12 |   |   |   | 39-15  | 21     |
| 2    | LZS Woźnice               | 12 |   |   |   | 24-14  | 17     |
| 3    | Wiking Płociczno          | 12 |   |   |   | 28-15  | 16     |
| 4    | Pojezierze Galwiecie      | 12 |   |   |   | 25-27  | 12     |
| 5    | Znicz Kowale Oleckie      | 12 |   |   |   | 24-23  | 11     |
| 6    | Pogoń Banie Mazurskie (s) | 12 |   |   |   | 15-36  | 5      |
| 7    | LZS Monetki               | 12 |   |   |   | 14-39  | 2      |

- Po sezonie z rozgrywek wycofał się LZS Monetki.

## Puchar Polski – rozgrywki okręgowe
- BOZPN – Pogoń II Łapy: Sokół Sokółka 4:0
- ŁOZPN – Grom Czerwony Bór: ŁKS II Łomża 7:1
- SOZPN – Wigry Suwałki: Śniardwy Orzysz 2:0